# MODUS F
MODUS F steht für MODell Unternehmen Schule - Führung und ist ein von der Stiftung Bildungspakt Bayern in Kooperation mit dem Bayerischen Staatsministerium für Unterricht und Kultus als Großprojekt geförderter Modellversuch zur Verbesserung der Führungsqualitäten bei den Schulleitungen der Schulen in Bayern. Der Modellversuch ist die Fortsetzung des Modellversuchs MODUS21, der Selbstständigkeit und unternehmerisches Denken an Schulen fördern sollte.

## Ablauf
Ziel ist die Erprobung und Entwicklung neuer Führungsstrukturen an Schulen. Die Teilnehmer erarbeiten und erproben Methoden stellvertretend für alle Schulleitungen, die zukünftig verstärkt Managementaufgaben übernehmen müssen.
Der Modellversuch besteht aus dem sogenannten Modul 1 Breite Weiterqualifizierung der Teilnehmerinnen und Teilnehmer zum Thema Führungshandeln und dem Modul 2 Entwicklung, Erprobung und Evaluation neuer Führungsmodelle an Schulen, bei dem schulspezifisch Schwerpunkte aus den Bereichen Praktikable Führungsspannen, Teamentwicklung in der Schulleitungsmannschaft, Delegieren von Aufgaben, Theorie und Praxis von Zielvereinbarungen, sowie Erkennen und Fördern von Führungsbegabungen im Kollegium gewählt werden können.
Positive Ergebnisse sollen in die Schulpraxis übernommen werden. Die Versuchsergebnisse beeinflussen auch den für die Beruflichen Schulen folgenden, vergleichbaren Modellversuch PROFIL21.
Für den Versuch ist eine Laufzeit von fünf Jahren veranschlagt.
Im Schuljahr 2006/07 nahmen 52 Schulleiter aller Schularten, mit Ausnahme der Beruflichen Schulen, am Versuch teil.